# Enfrentamiento entre carlistas y lerrouxistas de San Feliú de Llobregat
El enfrentamiento entre carlistas y lerrouxistas de San Feliú de Llobregat (o sucesos de San Feliú de Llobregat) fue un conflicto urbano que tuvo lugar el 28 de mayo de 1911 en el que murieron tres lerrouxistas, dos carlistas y un vigilante municipal en las proximidades de la estación de tren de San Feliú de Llobregat.

## Historia del suceso

### Antecedentes
Los carlistas (también llamados tradicionalistas o jaimistas) habían organizado un aplech (concentración) en la ermita de La Salud, durante el cual tenían intención de bendecir su bandera bordada con un Sagrado Corazón en una misa de campaña. El 18 de mayo, el diario carlista El Correo Catalán había publicado el siguiente manifiesto en catalán invitando a sus simpatizantes a la fiesta, que iba firmado por el presidente de la Junta Tradicionalista de San Feliú, Eduardo de Batlle; su hijo Juan de Batlle y otros carlistas sanfeliuenses y catalanes:

El próxim dia  els jaumistes de Sant Feliu de Llobregat, hont l’arbre sant de la Tradició hi ha tret forta brotada, beneheixen sa Bandera, que han jurat dur al combat quan l’hora soni. Y van à celebrar grans festes, coronantlas ab un «Aplech à la Salut», hont tots vos hi conviden.

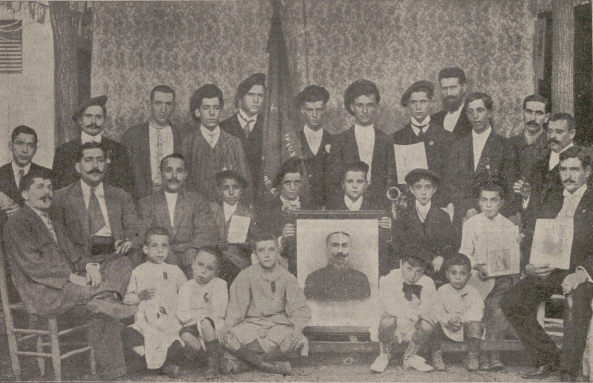
Juventud y Requeté jaimistas de San Feliu de Llobregat (1911)

Y hem d’anarhi tots els que puguem, inaugurant aixís una nova era d’acció feconda y d’activa propaganda, puig tots sabèm que ’ls partits que no adelantan un pas més en son camí, es que reculen.

Y es aquest mes de Maig un mes de remembranses patriótiques. Y ho es mès pera ’ls jaumistes en son triple caràcter de fervorosos catalans, de fondament espanyolistes, de tradicionalistes sumants com el qui mès de les venerades llibertats de les regións hispániques.

Es el Maig aniversari de grans festes y de grans succesos. Pe’l Maig de 1076 morí el gran Berenguer, comte de Barcelona. Pe’l Maig de 1093 el gran rey Alfons VI conquista la bella Lisboa unintla com estimat floró á sa reyal corona. Pe’l Maig de 1343, don Pere del Punyalet organisa la memorable esquadra y emprén la conquesta de Mallorca. Pe’l Maig de 1498 fa Colón la tercera sortida cap á América, y en Maig de 1506 mor cristianament el marí ilustre. Pe’l Maig de 1509 el gran Cisneros s’apodera de Orán, y en el de 1521 l’Emperador Carles V s’apodera de Génova, y en el de 1527 neix el gran rey Felip II, y en el de 1808 s’alsa el poble de Madrit contra ’l francés, inaugurant la gloriosa epopeya de la Independencia; y en el de 1860 entra á Madrit victoriós d’Africa el nostre brau exèrcit, y en el de 1866 la nostra Armada obté la gran victoria del Callao comandantla Méndez Núñez.

Y en mitj de tants succesos gloriosos com podém conmemorar, hi ha en el mes de Maig un succés inolvidable pera nosaltres els tradicionalistes: en Maig de 1853 morí el genial Donoso Cortès, honra nostra y de tota la Espanya católich tradicionalista...

Anemhi tots, bons jaumistes, al Aplech de la Salut, de San Feliu de Llobregat. S’acostan pera Espanya dias de prova, y vents de tempesta remoreijen sobre ’l cel de nostra patria.

Contemnos, estrenyém nostres cors ab la llasada del amor patri, y surti de nostres pits el crit sant de ¡Visca Espanya!

Barcelona 16 de Maig de 1911

Eduardo de Batlle, Francesch Encalado, Bartomeu Trias, Francesch Martí, Octavi Domenech, Joan Sans, Joan M.ª Roma, Antoni Cendrós, Vicens Carbó, Damiá Cussó, Melcior Ferrer, Joaquim Prats, Joseph Misser, Carlos Martí, Baudili Martí, Martí Gibernau y Joan de Batlle.

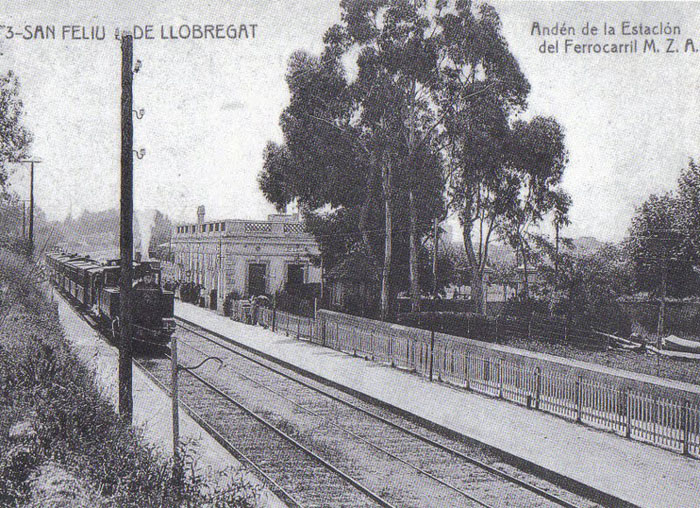
Estación de San Feliú de Llobregat a comienzos del.

Después del aplech, se había convocado un mitin como parte de la campaña pro moralidad y contra el anticlericalismo que realizaban los carlistas.
Cuando los militantes del Partido Republicano Radical de Alejandro Lerroux se enteraron de la fiesta, prepararon otro mitin en San Feliú en su sede social «La Varia», situada en la carretera (actualmente calle Laureà Miró), n.º  244.
Según el diario carlista El Correo Español, el día de antes el diario republicano radical El Progreso había escrito:

Todas las violencias han de parecernos pocas cuando de combatir al carlismo se trate... Hay que responder de un modo decisivo á la campaña [en favor de la moralidad] para impedir que nos gobierne D. Dalmacio. Con el carlismo no se discute. Se le persigue, se le caza como animal dañino que invade nuestra sociedad. (...)

Nuestros amigos irán también esta tarde á San Feliú de Llobregat para que no quede desamparada la bandera de la libertad, que en mal trance pusieron los que al crear la Solidaridad dieron vida al carlismo que estaba muerto. Allí iremos los radicales, acabando de una vez con la campaña carlista ú obligando á que no se oculte bajo pretextos, sino con el exclusivo objeto que tiene de someternos á los liberales. Como siempre, queremos constituir la avanzada del ejército progresivo.

Aunque los carlistas cambiaron la fecha de la celebración del encuentro para no encontrarse con los radicales, los lerrouxistas la cambiaron también buscando la coincidencia. En las páginas de El Correo Catalán (por parte de los carlistas) y de El Progreso (por los radicales) cada partido propagaba su acto con términos amenazantes. Para asegurar el orden público, Juan Miró, alcalde accidental de San Feliú, y el gobernador Manuel Portela Valladares, enviaron fuerzas extraordinarias de 50 guardias civiles de a pie y de a caballo. No obstante, se duda de las buenas intenciones de Portela Valladares por haber permitido los dos actos el mismo día en una población pequeña como era San Feliú de Llobregat.

### El enfrentamiento

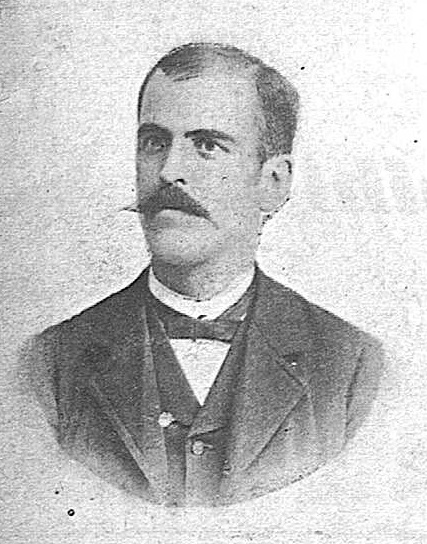
Hilario Aldea Osés, jaimista asesinado por los radicales en la estación de San Feliú.

A primeras horas de la mañana del 28 de mayo llegaron los carlistas procedentes de otras localidades, que se concentraron en el Círculo Tradicionalista situado en la calle del Masovernou (actualmente Joan Maragall), y de allí fueron a la ermita de La Salud. Poco después de las cuatro de la tarde, cuando los carlistas ya habían regresado de La Salud, llegaban los lerrouxistas.
Los dos mítines tenían que empezar a la misma hora, las cinco de la tarde, por orden gubernativa. El de los tradicionalistas tenía lugar en el patio de «Cal Forneret» (ocupado actualmente por la calle de Joan Batllori) donde habían construido un entarimado para la tribuna de los oradores. El acto de los radicales se celebraba en su propio local social en la carretera. Los organizadores habían sido conminados a acomodar los visitantes en trenes que salieran en horas diferentes. Según el historiador santfeliuense Lorenzo Sans, se reunieron cerca de 500 tradicionalistas y algo menos de 300 radicales.
Cuando acabó el acto de «La Varia», los radicales fueron hacia la estación, custodiados por algunos guardias civiles. El mitin de «Cal Forneret» todavía continuaba. Habían hablado tres oradores y hacía uso de la palabra Miguel Junyent, director de El Correo Catalán, pero todavía tenía que concluir el acto el diputado en Cortes Dalmacio Iglesias.
Los carlistas de Granollers tuvieron que salir antes de tiempo para coger el tren que iba a su población. Según Dalmacio Iglesias, un grupo de unos quince o veinte carlistas había salido a despedirlos y volvía otra vez al mitin, pero se encontraron con la masa de los radicales. El conflicto al parecer estallaría cuando los radicales agredieron a un niño carlista de catorce años y le sacaron la boina que llevaba en la cabeza.

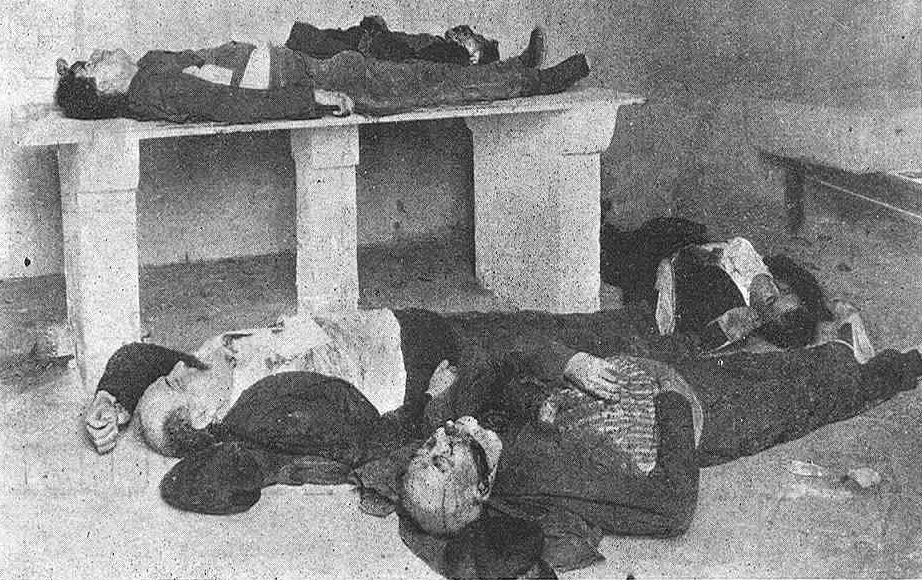
Los muertos a consecuencia del enfrentamiento.

Para proteger la salida de los carlistas que habían asistido al mitin, las secciones del batallón de la Juventud Tradicionalista de Barcelona, conocido como el Requeté, se habían colocado estratégicamente sobre la avenida que conducía a la estación.
El choque se produjo al doblar los radicales la esquina de la Unión Coral. Los radicales salieron en tromba, pero los carlistas los contuvieron. Abrió el fuego la sección carlista mandada por Alejandro Goberna, iniciándose un intenso tiroteo entre los dos grupos. Durante un cuarto de hora se dispararon más de 500 tiros. Según afirmaría Iglesias, los radicales también atacaron a los carlistas que se encontraban en el mitin y el reportero del diario La Prensa dijo que las personas congregadas en el patio de «Cal Forneret» habían recibido disparos, aunque en el patio no resultó herido nadie.
Según el historiador carlista Melchor Ferrer, los guardias civiles tenían orden de no hacer nada mientras los carlistas fueran atacados. El abanderado de los radicales recibió un disparo en la frente y cayó a tierra con su bandera, lo cual provocó la fuga en desbandada de los radicales. Los guardias intervinieron entonces en defensa de los republicanos, abriéndose paso los de a caballo sable en mano y los de a pie apuntando con el fusil, consiguiendo matar a un jaimista. De acuerdo con Ferrer, el cornetín del Requeté tocó alto el fuego y los guardias, que no sabían quién lo había tocado, dejaron de disparar y acabó la contienda.

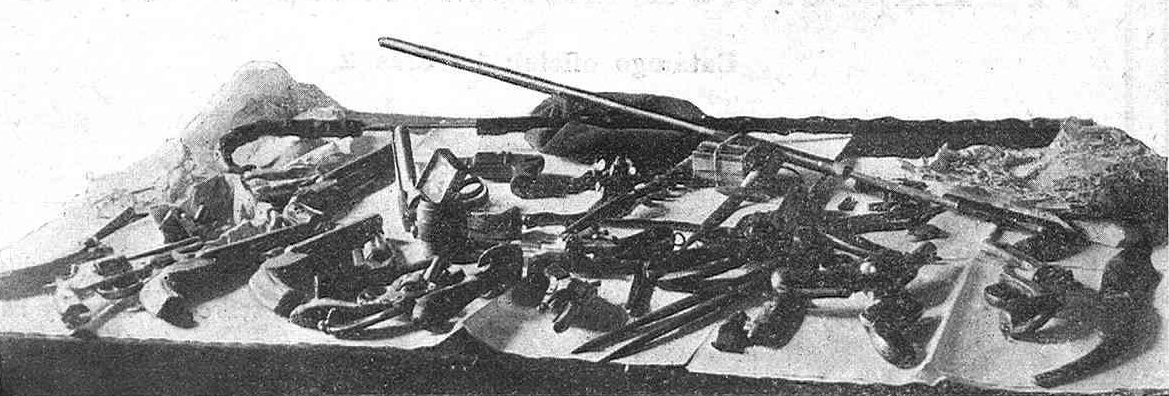
Armas recogidas en el lugar del enfrentamiento.

Sin embargo, los republicanos que habían huido todavía atacarían a los jaimistas que se encontraban ya en la estación. Un obrero tradicionalista, Hilario Aldea, que gritaba «¡Viva el rey!»,  fue asesinado por los radicales, a pesar de encontrarse indefenso. Según Dalmacio Iglesias, Aldea había dicho a un guardia civil «¡Duro con los radicales!» y, a continuación, fue agarrado por dos lerrouxistas y uno de ellos le clavó un puñal en las entrañas.
En total murieron tres radicales, dos carlistas y el vigilante municipal Jaime Mayor Remisa. También se asistió a un mínimo de diecisiete heridos, seis de ellos graves. Entre los heridos se encontraba un guardia llamado Antonio Oliván.

### Después del enfrentamiento

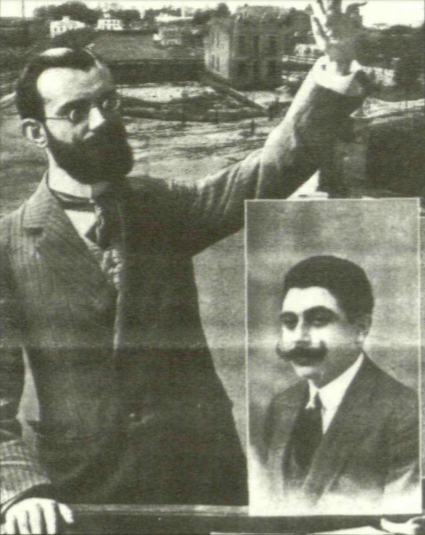
Dalmacio Iglesias fue responsabilizado de las muertes por los radicales.

Los periódicos de uno y otro partido explicaron los sucesos cada uno a su manera, acusándose mutuamente y quejándose todos, con dureza, de la negligencia en la actuación de la autoridad para evitar la desgracia.
A consecuencia de estos hechos, ingresaron en la prisión Eduardo de Batlle, presidente de la Junta Tradicionalista del distrito, su hijo Juan, y Francisco Encalado, presidente del Círculo carlista de San Feliú. Otras detenciones afectaron a socios del Casino y miembros de las Juventudes Republicanas Radicales.
Estos sucesos motivaron una interpelación en el Congreso de los Diputados en Madrid. Laureano Miró, representante del distrito de San Feliú, de filiación republicano-federal, pronunció un discurso, en el cual dijo: 

«...por culpa de esas violencias de lenguaje repetidas y continuadas, por esas propagandas que unas veces se hacen en nombre de la libertad y yo digo que en ninguna manera favorecen la libertad, y, otras en nombre del orden y no producen más que el desorden...».

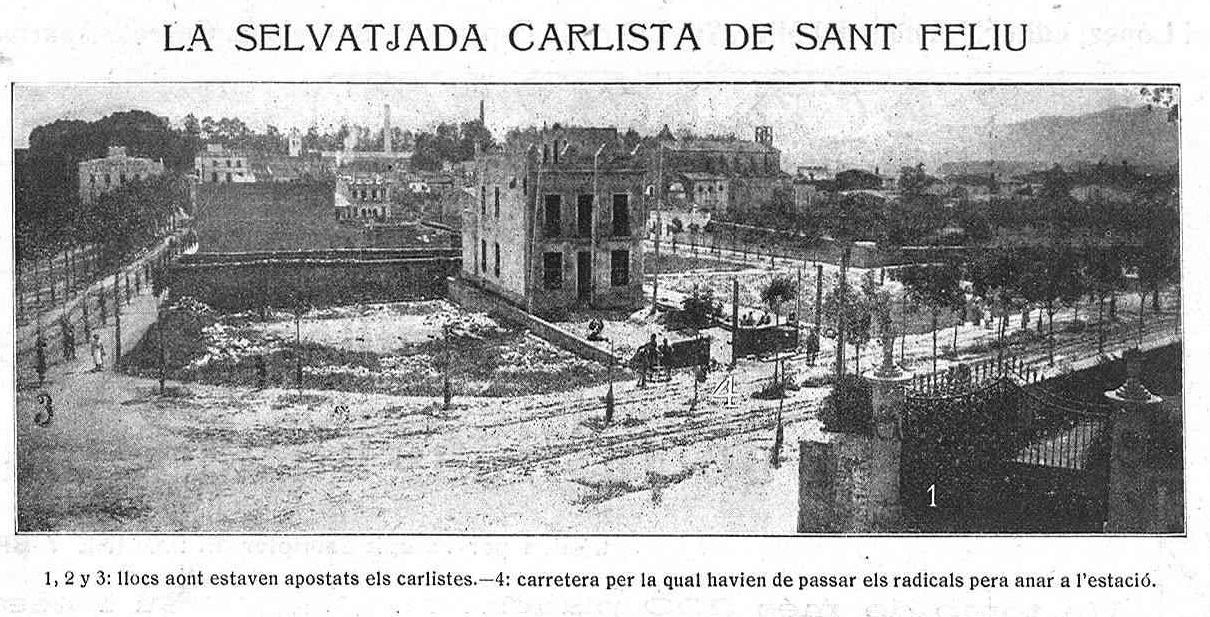
L'Esquella de la Torratxa calificó los hechos como la «selvatjada carlista de Sant Feliu».

Por su parte, Dalmacio Iglesias, que participó en los incidentes y era diputado por Gerona, defendió en el Congreso a los tradicionalistas de las acusaciones que se les imputaba, y dijo:

«...la sangre derramada exige al menos una reparación de parte de la autoridad. Esa sangre derramada lo ha sido —y esto no creo que nadie lo niegue— por ineptitud de la autoridad, porque si no se hubiera permitido el meeting, insisto en ello, ó si después de autorizado se hubiesen adoptado las debidas precauciones, esa sangre no se hubiera derramado...».

Según el historiador tradicionalista Melchor Ferrer, los sucesos de San Feliú demostraron que «ni con la protección de los gobernadores los radicales podían medirse con la bravura y decisión de los carlistas» y desde entonces los lerrouxistas dejaron de atacar a los jaimistas.